# Palle Nielsen
Palle Nielsen (Copenhaguen, Dinamarca, 1944) és artista i investigador en arquitectura de paisatges i urbanisme. Viu i treballa a Oster Knippinge (Dinamarca). Poc després d'acabar els seus estudis, es va distanciar del sistema artístic i es va implicar en l'experiència activista, sobretot amb la construcció de parcs infantils en barris obrers de Copenhaguen i els seus voltants. Té obra al fons del MACBA.